# スキーボード

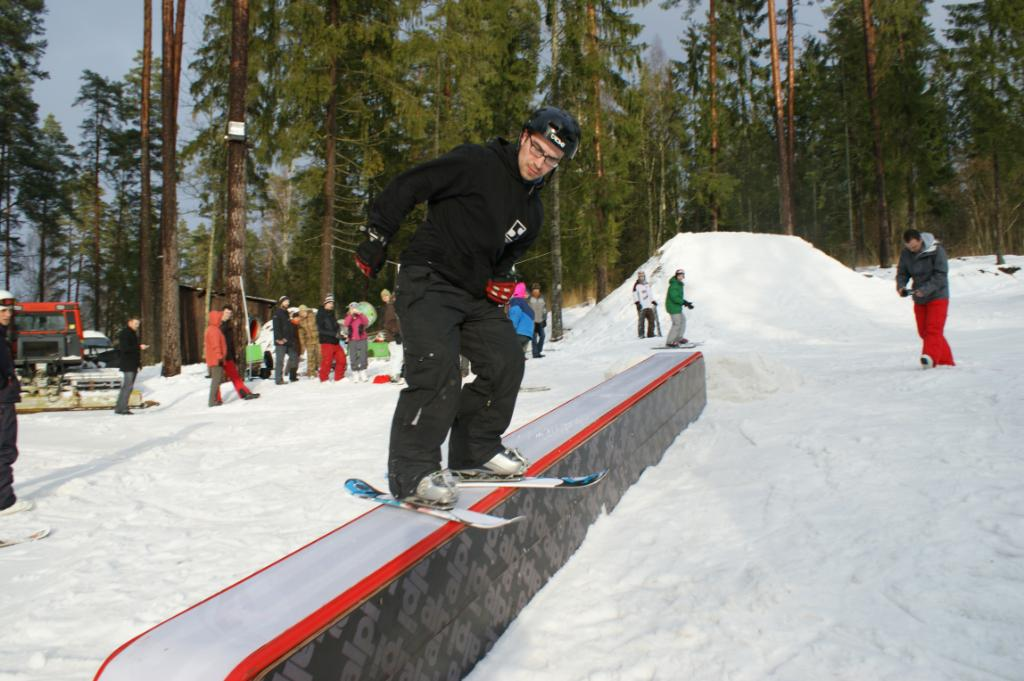
スキーボードは短いため操作性に長ける

スキーボード (skiboard) は、アルペンスキーに用いるスキー板の一種。また、それを用いたフリースタイルスキー。
板の呼称としては、日本国内では主にファンスキー（日本だけの呼び名）やショートスキーが広く使われる。スノーブレードと呼ばれることもあるが、これはサロモンの商標である。

## 概要
スキーボードは、一般に長さ100センチメートル未満の板を指す。後ろ向きでも滑走できるよう、前後ともに板が反り返っているツインチップ形状を採用していることが多い。DIN規格（ドイツ規格協会）では、100センチメートル以下のスキー板には解放機能（セーフティビンディング）は必要ではないとされているため、日本国内でも固定式簡易ビンディングでよく販売されている。
多くの場合、専用ビンディングが装着されている。専用ビンディングは、ブーツが板に固定されるものであり、一定以上の力が加わるとスキー板が自動的に外れる解放機能がない。そのため、緩斜面などでのちょっとした転倒でも、靱帯を痛めたり骨折したりなど大怪我に繋がる可能性もある。
ストックを用いて滑走するスタイルが一般的なアルペンスキーに対し、スキーボードはストックを持たないスタイルで滑走する。
操作性に長け、価格も手頃である。その自由度の高さからスピンをはじめ、様々なトリックに挑戦できる。

## トリック

### グランドトリック
グランドトリックは、その名の通りグランド（地上）で行うトリックの総称である。基本的にはキッカーなどのパークにあるアイテムを使わずに、通常のゲレンデを滑走時に行うトリックのジャンル。
カービング
両エッジを立て、雪面に刻み込むようにターンする方法。アルペンスキーでもよく見られる。
ハンドスライド
カービングでのターン中に雪面に手を付けて滑る方法。両手を雪面につける「ダブルハンドスライド」、片足で行う「ザマーンスペシャル」などがある。
フェイキー
後向きに滑ること。他の様々な技のバリエーションを増やすための基本になる。スイッチとも言う。
グランドスピン（スライディング360）
板を浮かさずスライドさせて回転する技。初心者でも比較的容易に習得できる。上級者はフィギュアスケートのような高速回転も可能。
ジャンプスイッチ
軽く飛んで180度回転し着地すること。通常の状態（レギュラー）からフェイキーで着地する「レギュラーtoフェイキー」と、その逆のフェイキーからスイッチする「フェイキーtoレギュラー」がある。
グランド360
キッカー等に頼らずに地上でジャンプして1回転する技。この練習技として90度程ターンしてから飛んで回る、通称「なんちゃってサブロク」と言う技もある。
ソロ
片足でスピンしながら滑る技。屈むように膝を深く曲げ、浮かせた板を片手でグラブ（掴む）するのが一般的。上体を起こして行う時は、テール（板の踵部分）を引きずるように回転したり、後述するステップを組み合わせつつ行う方法もある。
オープンレッグ
両足を極端にガニマタに開き、両板のテールをくっつけるように、板を一直線にして滑る技。滑走時はスノーボードのように進行方向に対して体が横向きになる。体重移動でターンも可能。派生技として、この状態から180度スイッチしたり、谷側の板のノーズ（爪先側）を上げテールを引きずるように滑る技もある。
ステップ（クロス）
片方の板をもう片方の板がまたぐように交差させ、残った板を後方から蹴りあげるように抜いて滑る技。スピードスケートのコーナリングと原理は同様。これをスムーズに行えるようになると、フィギュアスケートのアイスダンスのように雪上で滑れる。フェイキーで行うと「フェイキークロス」と呼ばれる。
ノーズマニュアル
フェイキーで踵部分を浮かせて爪先だけで滑る技。後ろ向きのウィリー。ターンもできる。スキーボードトリックの代表的な技。板に前後差をつけるとやりやすい。また、テールをグラブする方法もある。
ペンプグラインド
ノーズマニュアルで横向きに進む技。
ノーズスピン
ノーズマニュアルで1回転する技。
テールマニュアル
爪先を浮かせて滑る技。ノーズマニュアルとは逆に、フェイキーではなく前向きで滑る。
アバーブヘッド
片足で滑りつつ、浮かせた足を頭上より高くあげて滑る技。後方にあげる場合は、フィギュアスケートのスパイラルと同様にテール付近をグラブする。両腕と上げている足をしっかり伸ばすと見栄えがよい。あげた足とは左右逆側の手で掴む方が難度が高く、上級者はターンやスピンも可能。また、後ろではなく横に上げる「バレエスキー」と呼ばれる技もあるが、こちらはかなりの柔軟性が必要。
カートウィール
滑走中に雪面に両手をつき、スキーボードを履いたまま行う側転。難度が非常に高い。足をきちんと伸ばさないと板が雪面に刺さることがある。

### エアトリック
キッカーやエア台、テーブルなどを使いジャンプして、空中で行うトリック。
ストレートエア
キッカーやテーブルでまっすぐ飛ぶだけ。棒ジャン。ストレートジャンプ。
ゼロスピン
キッカーやテーブルにフェイキーで突っ込みそのまま着地する。
スプレットイーグル
手足を大きく広げる技。
コザック
モーグルでよく見るトリック。足を開き前方に伸ばし、両腕を振り下ろす。
リューカン
体育座りのような格好から片足を伸ばし、伸ばしていないほうの足をセーフティグラブする。
トゥイーク
ミュートグラブしながら、グラブしていないほうの足を横へ開く。
フライフィッシュ
リューカンで、伸ばした方の足の先をグラブする。身体が柔らかくないと難しい。
ホントニー
ミュートグラブで、グラブしていないほうの足を前後にずらして、後ろへ伸ばす。ミュートグラブの状態で前足をグラブし反対足の膝上に板裏面をつける。下の板は縦にする。など様々な解釈がある。
トラックドライバー
右手で右の、左手で左の板の前の方をグラブする。トラックドライバーが運転をしているような格好。
アイアンクロス
足を後ろに蹴り上げ、体の後ろで板をクロスにする。モーグル系のエア。

#### グラブ
板などを手でつかむこと。エアトリックやスピンなどと組み合わせるとスタイリッシュ。
セーフティグラブ
右手なら右の、左手なら左の板をグラブする。最も一般的なグラブ。
ミュートグラブ
右手なら左の、左手なら右の板をグラブする。
ジュードーグラブ
右手でやるなら、右足の後ろから左の板をグラブする。
ジャパングラブ
右手でやるなら、右足の後ろから左の板のアウトエッジをグラブする。
テールグラブ
板のテールをグラブする。
チップグラブ
板の先端の部分をグラブする。体が柔らかくないと難しい。
ロケット
両足を前に伸ばし両方の板をグラブする。
メソッド
グラブをしながら、さらに体を反ること。
ダブルグラブ
二度もしくは、両手でグラブすること。

#### スピン
空中で回転すること。
180
半回転すること。ワンエイティ。
360
1回転すること。通称サブロク。
540
1回転半すること。ファイブフォーやファイブと略すことが多い。
720
2回転すること。セブンツーやセブンと略すことが多い。
900
2回転半すること。ナインと略すことが多い。
1080
3回転すること。テンエイティ。
1260
3回転半すること。トゥエルブと略すことが多い。
1440
4回転すること。フォーティーンフォーティ。
スイッチ〜
フェイキーからジャンプし、トリックを行う場合はスイッチ〜と言う。
フロントフリップ
前方宙返り。派生技に、飛び出した直後に水平の体勢で大きく手を広げた後、前方に宙返りする、スーパーマンフロントフリップという技もある。
バックフリップ
後方宙返り。
サイドフリップ
側方宙返り。
ミスティ
フロントフリップに180を加えたトリック。柔道の前回り受身のような感じになる。
バイオ
進行方向に対して体軸を真横に倒して回ること。
ロデオ
バックフリップに180を加えたトリック。
フレア
バックフリップの後半に180を加えたトリック。ロデオと似ているがバックフリップをしてから180をするような感じ。
コークスクリュー
通称コーク。軸を手前方向に倒して回ること。
クロック
時計回り方向に回転すること。
カウンタークロック
反時計回り方向に回転すること。
オフアクシス
どの種類にも分類できない回転軸。

### レール
ソウルグラインド
ロイヤル